# 上萨瓦省
上萨瓦省（法語：Haute-Savoie）是法国的一个省（74），為歷史上薩伏依的一部分，这个省份和萨瓦省、安省接壤，同瑞士和意大利毗连。
在1860年以前，这个地区属于萨瓦公国。

## 旅游
- 勃朗峰，阿尔卑斯山脉主峰，西欧第一高峰。
- 霞慕尼，勃朗峰脚下的村庄，为欧洲著名滑雪胜地，兼攀登勃朗峰的大本营。